# プッチイボ
プッチイボは、TBSの深夜バラエティ『極すれすれガレッジセール』に登場した（一応）女武闘集団。

## なりたち
番組でイボンヌ・ギャング団への挑戦者を募ったところ、レディースからの応募も多くあったため、イボンヌ・ギャング団レディース部門を立ち上げることになり、ゴリーヌ（ゴリ）とチッチ（川田広樹）が精鋭をスカウトし、結成に至る。由来はプッチモニ。
その後、「イボンヌG団レディース・プッチイボ全国制覇への道」という企画がスタート。関東各地のレディースやOLなんかと死闘或いはコントを繰り広げた。

## メンバー
日本海（森三中・大島）
リーダー（だが一番年下、貫禄で選ばれる）。おかっぱ頭。本気で切れていることがよくある。やたら強気なセリフを吐くため相手から目の敵にされ、乱闘ではよく狙われる。ゲームに負けると悔し泣きする。ゴリーヌのキスでヤル気が出る。
ウルフ神崎（まちゃまちゃ）
セリフは基本的に英単語。下品な言葉やジェスチャーを連発し、いきなり歌を歌い出したりする。モヒカン頭に皮ジャンというパンキッシュなイデタチだが、歌う歌はポップス。
京子（たかだゆうこ）
プッチイボの癒し系だが、きわどい発言が多い。モロに言ったりもする。乱闘の時は逃げる。

### プッチポコ
『激すれすれ』として番組が復活した際にグループも再招集。さらに村上様（むらがみさま）を加え、プッチポコとして再出発する。
村上様（森三中・村上）
やたらエラそうな態度の和服の女。しかし、ちょっとのことでも痛がる激弱キャラ。常に地べたに座り脇息にもたれかかっている。髪が薄い。

### ブラックプッチイボ
『極すれ』で登場。プッチイボが連戦連敗でだらしないためにゴリーヌが呼び寄せた刺客。プッチイボに勝てばレギュラー交代ということだったが、なんだかんだで負けた。
日本海暗殺戦士・東シナ海（メイプル超合金・安藤なつ）
日本海以上の巨体を持つ女。金髪の、おかっぱ頭。ゴリーヌが日本海を差し置いてコイツにキスしたため、日本海が怒った。
ウルフ暗殺戦士・コヨーテ山崎
スキンヘッド、頭皮にタトゥーを入れている。それ以外は基本的にウルフと似ており体格は一回り程大きい。ウルフはたまに下ネタをかます程度だが、コイツは下ネタ以外は喋らない。
京子暗殺戦死・三重子
京都出身の京子に対し、三重県出身で三重子。癒し系の京子に対してセクシー系の巨乳。